# The Three Caballeros
The Three Caballeros er en amerikansk tegnefilm fra 1944 produceret af Walt Disney og den er den 7. film i rækken af Disneys klassikere. Den er af spillefilmslængde, og har Anders And som hovedfigur. Handlingen er centreret om papegøjen Jose Cariosa fra Brasilien og den røde hane Panchito fra Mexico, der tager Anders ud på en lystig og musikalsk rejse i Latinamerika, hvilket danner rammen om en masse musik og sang tilblandet komiske kultursammenstød.

## Idé/Formål
Filmen blev produceret som et led i USAs forsøg på i krigstiden at føre en "friendly neigbour"-politik overfor Latinamerika.

## Handling
En stor kasse ankommer til Anders på hans fødselsdag med tre gaver indeni. Han pakker dem ud én ad gangen, og hver tager ham med på et eventyr. Den første er en filmprojektor med en film om Sydamerikas fugle: Anders ser to tegnefilm; den ene fortæller om en pingvin, der længes efter at leve på en tropisk ø, og den anden handler om en gauchodreng, der jager den vilde struds. Den anden gave er en pop-up bog om Brasilien. Inden i er Zé Carioca, der tager Anders til Brasiliens Bahia med en blanding af animation og live-action: De to tegneseriefugle synger og danser med indfødte. Den tredje gave er en piñata ledsaget af Panchito. En tur på en magisk serape tager de tre amigos syngende og dansende på tværs af Mexico.